# Rhynchosporium secalis
Rhynchosporium secalis (Oudem.) Davis  – gatunek grzybów z klasy patyczniaków (Helotiales). U zbóż i niektórych traw wywołuje chorobę o nazwie rynchosporioza zbóż.

## Systematyka i nazewnictwo
Pozycja w klasyfikacji według Index Fungorum: Ploettnerulaceae, Helotiales, Leotiomycetidae, Leotiomycetes, Pezizomycotina, Ascomycota, Fungi.
Po raz pierwszy takson ten zdiagnozował w 1897 r. Cornelius Anton Jan Abraham Oudemans nadając mu nazwę Marrsonia secalis. W 1897 r. Ernst Heinsen przeniósł go do rodzaju Rhynchosporium. Obecną, uznaną przez Index Fungorum nazwę nadał mu w 1919 r. John Jefferson Davis. 
Synonimy nazwy naukowej:
- Marssonia secalis Oudem. 1897
- Marssonina secalis (Oudem.) Magnus 1906
- Rhynchosporium graminicola Heinsen 1897
- Rhynchosporium secalis f. agropyri Y. Iwata & Kajiw. 1963
- Rhynchosporium secalis f. phalaridis Y. Iwata & Kajiw. 1963
- Rhynchosporium secalis (Oudem.) Davis 1919 f. secalis
- Septocylindrium secalis Oudem 1901

## Morfologia i rozmnażanie
Grzyb mikroskopijny. Znana jest tylko postać rozmnażająca się bezpłciowo (anamorfa). Jak dotąd nieznana jest postać rozmnażająca się płciowo (teleomorfa). 
Wiosną z pozostałych na polu i zakażonych resztkach pożniwnych lub samosiewach kiełkują strzępki patogena i wytwarzają zarodniki konidialne, które dokonują infekcji pierwotnej. Uwalniają się z konidioforów tylko podczas deszczu i przenoszone są przez wiatr na nieduże odległości. Na zaatakowanych roślinach rozwija się z nich bezbarwna lub jasnoszara grzybnia. Objawem choroby są owalne lub soczewkowate plamy powstające głównie na liściach i pochwach liściowych. W ich obrębie znajdują się liczne konidiofory, na których powstają konidia o rozmiarach 12–20 × 2–4 μm. Są bezbarwne, jajowate i dwukomórkowe z poprzeczną przegrodą. Górna komórka posiada charakterystyczny dzióbek. Występują 2 rodzaje konidiów: makrokonidia i mikrokonidia, rola tych ostatnich nie jest znana. Oprócz konidiów dwukomórkowych czasami zdarzają się konidia 3- i 4-komórkowe. 

## Występowanie i siedlisko
Gatunek rozprzestrzeniony na wszystkich kontynentach poza Antarktydą. Szczególnie częsty jest na obszarach o klimacie wilgotnym i umiarkowanym.
Pasożyt atakujący wiele rodzajów roślin z rodziny wiechlinowatych: Agropyron, Agrostis, Alopecurus, Avena, Bouteloua, Bromus, Cynosurus, Dactylis, Deschampsia, Elymus, Elytrigia, Hordeum, Leymus, Lolium, Panicum, Phalaris, Phleum, Poa, Secale, Triticum.